# 이수민 (골프 선수)
이수민(1993년 8월 12일~)은 대한민국의 골프 선수이다. 올댓스포츠 소속으로 활동하고 있다.